# Ceilodiastrophon albopunctata
Ceilodiastrophon albopunctata är en fjärilsart som beskrevs av Bethune-Baker 1908. Ceilodiastrophon albopunctata ingår i släktet Ceilodiastrophon och familjen nattflyn. Inga underarter finns listade i Catalogue of Life.